# Tseliná

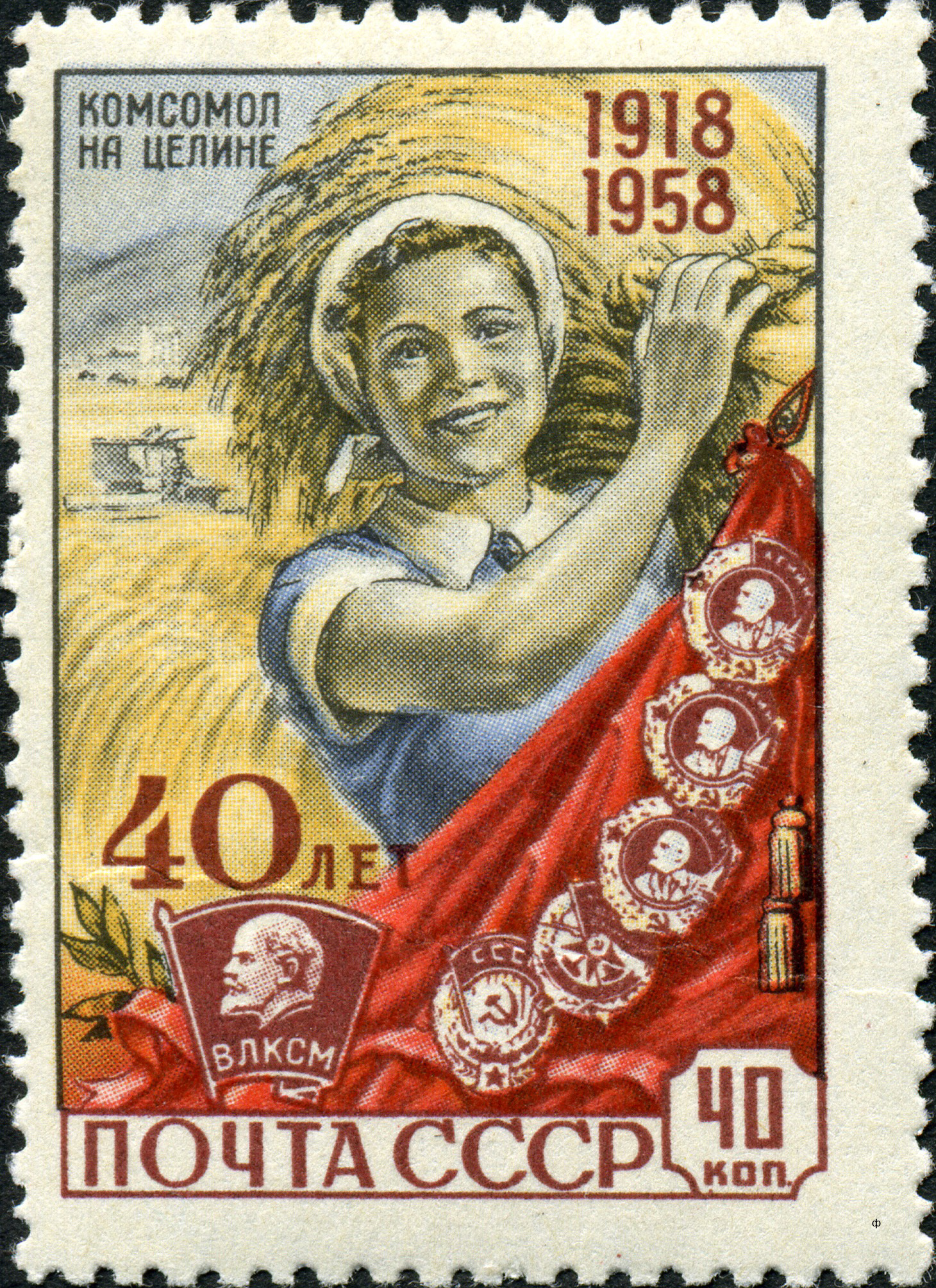
"Komsomol a las Tierras Vírgenes", sello de 1958

Tseliná o tierras vírgenes (en ruso: целина́, lit. tierras enteras') es un término genérico que designa las tierras subdesarrolladas, escasamente pobladas y de alta fertilidad, a menudo cubiertas por el suelo chernozem. Estas tierras se encontraban sobre todo en las estepas de la región del Volga, el norte de Kazajistán y el sur de Siberia.
El término se generalizó a finales de la década de 1950 y principios de la de 1960 en la Unión Soviética durante la campaña de las Tierras Vírgenes (en ruso: Освое́ние целины́, romanizado: Osvoyeniye tseliny, lit. 'recuperación de tselina'), una campaña estatal de desarrollo y reasentamiento para convertir las tierras en una importante región productora de agricultura. 